# Wohn- und Geschäftshaus Lange Straße 105
Das Wohn- und Geschäftshaus Lange Straße 105 am Marktplatz in Delmenhorst beherbergt seit den 1970er Jahren eine Filiale der Commerzbank. Es stammt von nach 1900.
Das Gebäude sind Baudenkmale in Delmenhorst.

## Geschichte
Die Lange Straße war seit dem 13. Jahrhundert die erste und jahrhundertelang einzige Straße der damals kleinen Stadt. Um 1900 bis 1920 veränderten viele Neubauten die Hauptstraße. Seit 1972 ist sie eine reine Fußgängerzone.
Das dreigeschossige verputzte Gebäude wurde genutzt durch Läden, Büros und auch Praxen (Zahnärzte). Die Fassade wurde durch Umbauten erheblich überformt.